# Santa Rita de Cássia
Santa Rita de Cássia är en kommun i Brasilien.   Den ligger i delstaten Bahia, i den östra delen av landet, 600 km nordost om huvudstaden Brasília. Antalet invånare är 26 261.
Omgivningarna runt Santa Rita de Cássia är huvudsakligen savann. Runt Santa Rita de Cássia är det mycket glesbefolkat, med 4 invånare per kvadratkilometer.